# Lista de deputados estaduais de Santa Catarina da 19.ª legislatura
Lista dos deputados estaduais de Santa Catarina - 19ª legislatura (2019 — 2023).

Eleitos nas eleições estaduais no Brasil em 2018 realizadas no dia 7 de outubro do mesmo ano. A posse do cargo está prevista para 1 de fevereiro de 2019.

## Composição das bancadas
| Partido      | Líder                 | Bancada | Posição      |
| ------------ | --------------------- | ------- | ------------ |
| MDB          | Luiz Fernando Vampiro | 9 / 40  | Independente |
| PSL          | Sargento Lima         | 6 / 40  | Governo      |
| PSD          | Kennedy Nunes         | 5 / 40  | Oposição     |
| PL           | Ivan Naatz            | 4 / 40  | Oposição     |
| PT           | Fabiano da Luz        | 4 / 40  | Oposição     |
| PP           | João Amin             | 3 / 40  | Independente |
| PSDB         | Marcos Vieira         | 2 / 40  | Independente |
| PDT          | Ana Paula da Silva    | 2 / 40  | Oposição     |
| PSB          | Nazareno Martins      | 2 / 40  | Independente |
| NOVO         | Bruno Souza           | 1 / 40  | Independente |
| Republicanos | Sergio Motta          | 1 / 40  | Governo      |
| PSC          | Jair Miotto           | 1 / 40  | Governo      |

## Deputados Estaduais
| N.º | Deputado                | Partido                                        | Coligação                                 | Votos nominais | Notas      | Ref   |
| --- | ----------------------- | ---------------------------------------------- | ----------------------------------------- | -------------- | ---------- | ----- |
| 1   | Ricardo Alba            | Partido Social Liberal (PSL)                   | PSL                                       | 62.762         |            | [ 1 ] |
| 2   | Luciane Carminatti      | Partido dos Trabalhadores (PT)                 | PT                                        | 61.271         |            | [ 1 ] |
| 3   | Júlio Cesar Garcia      | Partido Social Democrático (PSD)               | PSD - PP - PSC                            | 57.772         |            | [ 1 ] |
| 4   | Ismael dos Santos       | Partido Social Democrático (PSD)               | PSD - PP - PSC                            | 54.165         |            | [ 1 ] |
| 5   | Ana Paula da Silva      | Partido Democrático Trabalhista (PDT)          | PC do B - PDT - PHS - PODE                | 51.739         |            | [ 1 ] |
| 6   | Valdir Cobalchini       | Movimento Democrático Brasileiro (MDB)         | MDB - PSDB                                | 49.355         |            | [ 1 ] |
| 7   | Felipe Estevão          | Partido Social Liberal (PSL)                   | PSL                                       | 47.390         |            | [ 1 ] |
| 8   | Sergio Motta            | Republicanos                                   | PSB - PRB - SOLIDARIEDADE                 | 45.181         | [ nota 1 ] | [ 1 ] |
| 9   | Onir Mocellin           | Partido Social Liberal (PSL)                   | PSL                                       | 45.086         |            | [ 1 ] |
| 10  | Fernando Krelling       | Movimento Democrático Brasileiro (MDB)         | MDB - PSDB                                | 44.356         |            | [ 1 ] |
| 11  | Mauro de Nadal          | Movimento Democrático Brasileiro (MDB)         | MDB - PSDB                                | 42.507         |            | [ 1 ] |
| 12  | Marlene Fengler         | Partido Social Democrático (PSD)               | PSD - PP - PSC                            | 41.684         |            | [ 1 ] |
| 13  | Volnei Weber            | Movimento Democrático Brasileiro (MDB)         | MDB - PSDB                                | 41.353         |            | [ 1 ] |
| 14  | Vicente Caropreso       | Partido da Social Democracia Brasileira (PSDB) | MDB - PSDB                                | 40.132         |            | [ 1 ] |
| 15  | Kennedy Nunes           | Partido Social Democrático (PSD)               | PSD - PP - PSC                            | 39.352         |            | [ 1 ] |
| 16  | José Milton Scheffer    | Partido Progressista (PP)                      | PSD - PP - PSC                            | 39.196         |            | [ 1 ] |
| 17  | Jerry do Aldo           | Movimento Democrático Brasileiro (MDB)         | MDB - PSDB                                | 39.131         |            | [ 1 ] |
| 18  | Neodi Saretta           | Partido dos Trabalhadores (PT)                 | PT                                        | 39.036         |            | [ 1 ] |
| 19  | Jair Miotto             | Partido Social Cristão (PSC)                   | PSD - PP - PSC                            | 38.554         |            | [ 1 ] |
| 20  | Laércio Schuster        | Partido Socialista Brasileiro (PSB)            | PSB - PRB - SOLIDARIEDADE                 | 36.923         |            | [ 1 ] |
| 21  | Milton Hobus            | Partido Social Democrático (PSD)               | PSD - PP - PSC                            | 36.821         |            | [ 1 ] |
| 22  | Luiz Fernando Vampiro   | Movimento Democrático Brasileiro (MDB)         | MDB - PSDB                                | 36.747         |            | [ 1 ] |
| 23  | Marcos Vieira           | Partido da Social Democracia Brasileira (PSDB) | MDB - PSDB                                | 35.423         |            | [ 1 ] |
| 24  | Pedro Baldissera        | Partido dos Trabalhadores (PT)                 | PT                                        | 35.184         |            | [ 1 ] |
| 25  | Sargento Lima           | Partido Social Liberal (PSL)                   | PSL                                       | 35.053         |            | [ 1 ] |
| 26  | Ana Caroline Campagnolo | Partido Social Liberal (PSL)                   | PSL                                       | 34.825         |            | [ 1 ] |
| 27  | Moacir Sopelsa          | Movimento Democrático Brasileiro (MDB)         | MDB - PSDB                                | 34.722         |            | [ 1 ] |
| 28  | Ada de Luca             | Movimento Democrático Brasileiro (MDB)         | MDB - PSDB                                | 34.501         |            | [ 1 ] |
| 29  | Nazareno Martins        | Partido Socialista Brasileiro (PSB)            | PSB - PRB - SOLIDARIEDADE                 | 34.395         |            | [ 1 ] |
| 30  | Romildo Titon           | Movimento Democrático Brasileiro (MDB)         | MDB - PSDB                                | 34.350         |            | [ 1 ] |
| 31  | Bruno Souza             | Partido Novo (NOVO)                            | PSB - PRB - SOLIDARIEDADE                 | 32.512         | [ nota 2 ] | [ 1 ] |
| 32  | Jessé Lopes             | Partido Social Liberal (PSL)                   | PSL                                       | 31.595         |            | [ 1 ] |
| 33  | João Amin               | Partido Progressista (PP)                      | PSD - PP - PSC                            | 31.396         |            | [ 1 ] |
| 34  | Altair Silva            | Partido Progressista (PP)                      | PSD - PP - PSC                            | 30.497         |            | [ 1 ] |
| 35  | Marcius Machado         | Partido Liberal (PL)                           | DEM - PROS - PPL - PR - PV                | 30.277         | [ nota 3 ] | [ 1 ] |
| 36  | Nilso Berlanda          | Partido Liberal (PL)                           | DEM - PROS - PPL - PR - PV                | 28.975         | [ nota 4 ] | [ 1 ] |
| 37  | Rodrigo Minotto         | Partido Democrático Trabalhista (PDT)          | PC do B - PDT - PHS - PODE                | 26.623         |            | [ 1 ] |
| 38  | Maurício Eskudlark      | Partido Liberal (PL)                           | PTB - PRTB - PTC - DC - AVANTE - PR - PPS | 26.333         | [ nota 5 ] | [ 1 ] |
| 39  | Fabiano da Luz          | Partido dos Trabalhadores (PT)                 | PT                                        | 18.474         |            | [ 1 ] |
| 40  | Ivan Naatz              | Partido Liberal (PL)                           | DEM - PROS - PPL - PR - PV                | 14.685         | [ nota 6 ] | [ 1 ] |